# Маагефун

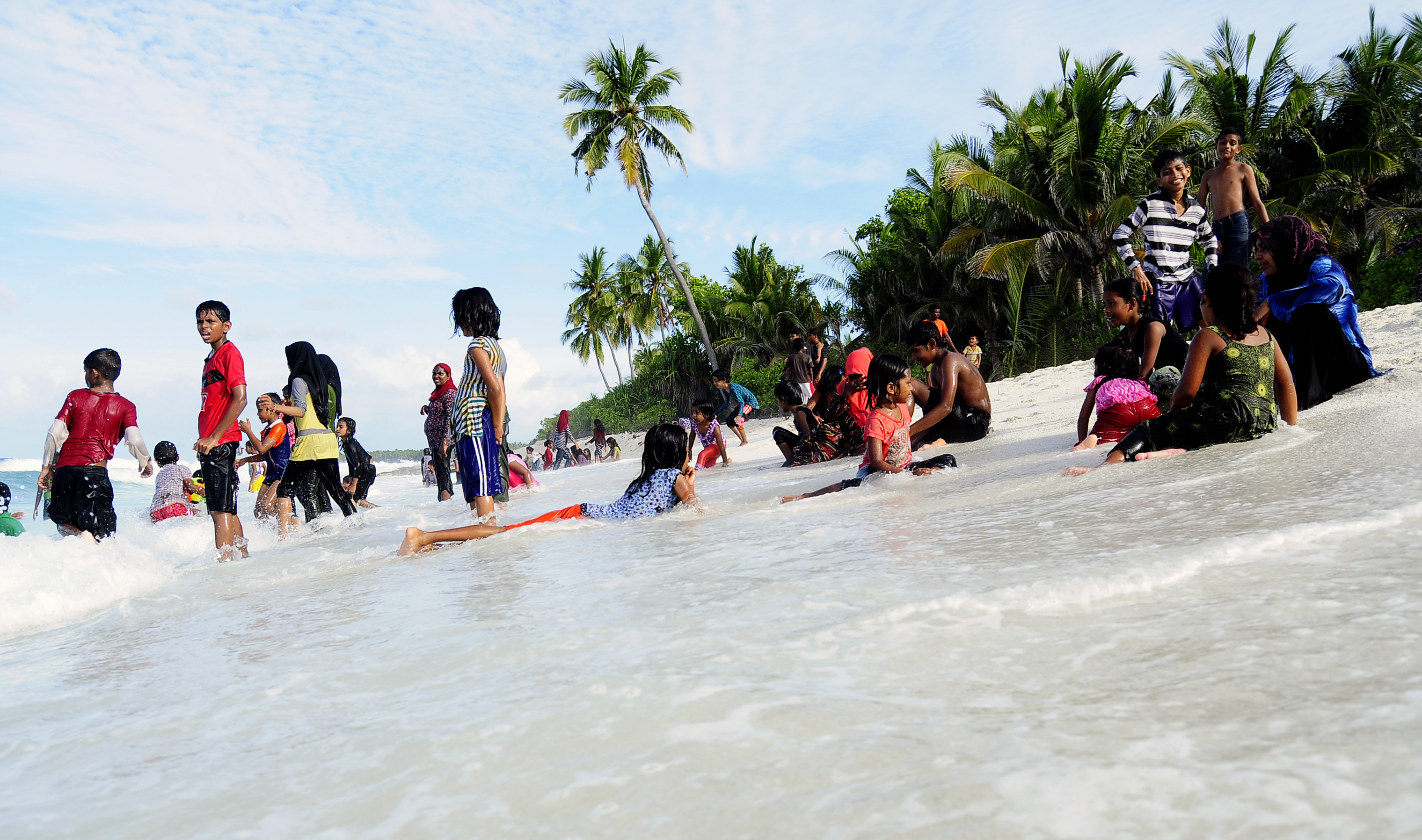
Люди святкують Маагефун на пляжі у Фувахмулах, Мальдіви.

Маахефун — свято, яке відзначає початок Рамадану, коли мусульмани на Мальдівах святкують останній прийом їжі перед початком місячного посту. Мета свята — не лише насолодитися їжею, але й зміцнити соціальні зв’язки, об’єднати родини, друзів, колег та сусідів. Маахефун також сприяє духовній підготовці до Рамадану, створюючи атмосферу радості та спільності.

## Походження та значення
Назва «Маахефун» походить з мальдівської мови дівехі та перекладається як «велика трапеза» або «велике частування». Свято не має офіційного релігійного статусу, але глибоко вкорінене в мусульманській традиції Мальдівів як спосіб підготуватися до Рамадану . Маахефун є проявом спільності, гостинності та духовної єдності перед початком священного місяця.

## Час проведення
Маахефун зазвичай відзначається за кілька днів або навіть тижнів до початку Рамадану. Точна дата залежить від місцевих традицій та домовленостей у громадах. Святкування можуть організовувати як родини, так і школи, державні установи, громадські організації та навіть туристичні курорти.

## Традиції святкування
Маахефун — це переважно спільна трапеза, яка проводиться на відкритому повітрі, часто на пляжах або в громадських місцях. Заходи Маагефун організовуються сім'ями, друзями або навіть організаціями, де їжа складається з мальдівських закусок, які готуються з риби, кокосового горіха та місцевих коренеплодів, таких як маніок і таро. Інші інгредієнти включають лайм, перець чилі та банани. Часто учасники приносять традиційні мальдівські страви, такі як:
- авелі — солодкий десерт з рису та кокосу;
- маскуролгі — сушена риба з перцем чилі та лимоном;
- бодибай — рисова каша з бананами;
- страви з таро, маніоку, кокосу та інших місцевих інгредієнтів.[4][5]